# رنسباخ - باومباخ (اتحاد إداري)
اِتِّحاد رَآنسبَآخ - بَآُومبَآخ (بالأَلمانِيَّة: Verbandsgemeinden Ransbach - Baumbach) هُو اِتِّحاد إِدارِي أَلمانِيَّ في مِنطَقَة ڤِيستر ڤَآلد كرآيس التَّابِعة لِمُحافظة كُوبلنز في وِلاَية رَآينٌ لَاند - بفَآلز في جُمهُوريَّة أَلمَانيَا الاِتّحاديّة. ويضُمُّ اِتِّحاد رآنسبآخ - بآُومبآخ مدِينة واحِدة، وعشر بلدات بمِساحة تُقَدَّر بحَوالَي 118 كم².

## مُدُن وبلدَات اِتِّحاد رآنسبآخ - بآُومبآخ
يضُمُّ اِتِّحاد رآنسبآخ - بآُومبآخ مدِينة واحِدة، وعشر بلدات بمِساحة تُقَدَّر بحَوالَي 118 كم². وهي كالتَّالي:

### المُدُن
| اِسم المدِينة             | ٱلِٱسم بالأَلمانِيَّة          | عَدد السُكَّان | المِساحَة (كم²) |
| ----------------------- | ------------------------- | ---------- | ------------- |
| مدِينة رَآنسبَآخ - بَآُومبَآخ | Stadt Ransbach - Baumbach | 7٬672      | 12            |

### البلدَات
| اِسم البلدَة     | ٱلِٱسم بالأَلمانِيَّة    | عَدد السُكَّان | المِساحَة (كم²) |
| -------------- | ------------------- | ---------- | ------------- |
| بَلْدَة آلسبَآخ    | Gemeinde Alsbach    | 610        | 5             |
| بَلْدَة برَآيتِنٌآُو  | Gemeinde Breitenau  | 686        | 6             |
| بَلْدَة كَآنٌ       | Gemeinde Caan       | 714        | 3             |
| بَلْدَة دِيسِنٌ      | Gemeinde Deesen     | 661        | 3             |
| بَلْدَة هُوندسٌدُورف | Gemeinde Hundsdorf  | 425        | 1             |
| بَلْدَة نَآُو أُورت  | Gemeinde Nauort     | 2٬223      | 6             |
| بَلْدَة أُوبِرهَايِد  | Gemeinde Oberhaid   | 379        | 2             |
| بَلْدَة زِيسِنٌبَآخ   | Gemeinde Sessenbach | 498        | 3             |
| بَلْدَة ڤِيرشَآيد   | Gemeinde Wirscheid  | 330        | 3             |
| بَلْدَة ڤِيتّغِيرت   | Gemeinde Wittgert   | 630        | 5             |

## وُصلات خارجيّة
- صفحة اِتِّحاد رآنسبآخ - بآُومبآخ الرّسميّة (باللُّغَةُ الألمانِيّة).

## مَراجع
1. ↑  "معلومات عن رآنسبآخ - بآومبآخ (اتحاد إداري) على موقع viaf.org". viaf.org. مؤرشف من الأصل في 2016-11-09.
2. ↑  "معلومات عن رآنسبآخ - بآومبآخ (اتحاد إداري) على موقع d-nb.info". d-nb.info. مؤرشف من الأصل في 2020-01-24.
3. ↑  "معلومات عن رآنسبآخ - بآومبآخ (اتحاد إداري) على موقع id.loc.gov". id.loc.gov. مؤرشف من الأصل في 2020-01-24.